# McWilliams Arroyo
McWilliams Arroyo Acevedo (Ceiba, 5 dicembre 1985) è un pugile portoricano.
Come dilettante ha rappresentato con successo la propria nazione in numerose competizioni internazionali, conquistando una medaglia d'oro nei pesi minimosca ai giochi centramericani e caraibici di Cartagena 2006, una nei pesi mosca ai giochi panamericani di Rio 2007 ed ai mondiali di Milano 2009.
È fratello gemello di McJoe, anch'egli pugile professionista ed ex campione del mondo. Gli Arroyo costituiscono l'unica coppia di gemelli ad aver vinto ciascuno una medaglia ai campionati mondiali di pugilato dilettanti e la seconda a qualificarsi ad un'edizione dei Giochi olimpici estivi.

## Carriera professionale
Arroyo compie il suo debutto professionale il 27 febbraio 2010, all'età di 24 anni, sconfiggendo il connazionale Eliecer Sanchez per KO al primo round.